# Miguel da Fonseca
Miguel da Fonseca ou Manuel da Fonseca (? — 1544) foi um compositor polifónico português do Renascimento.

## Biografia

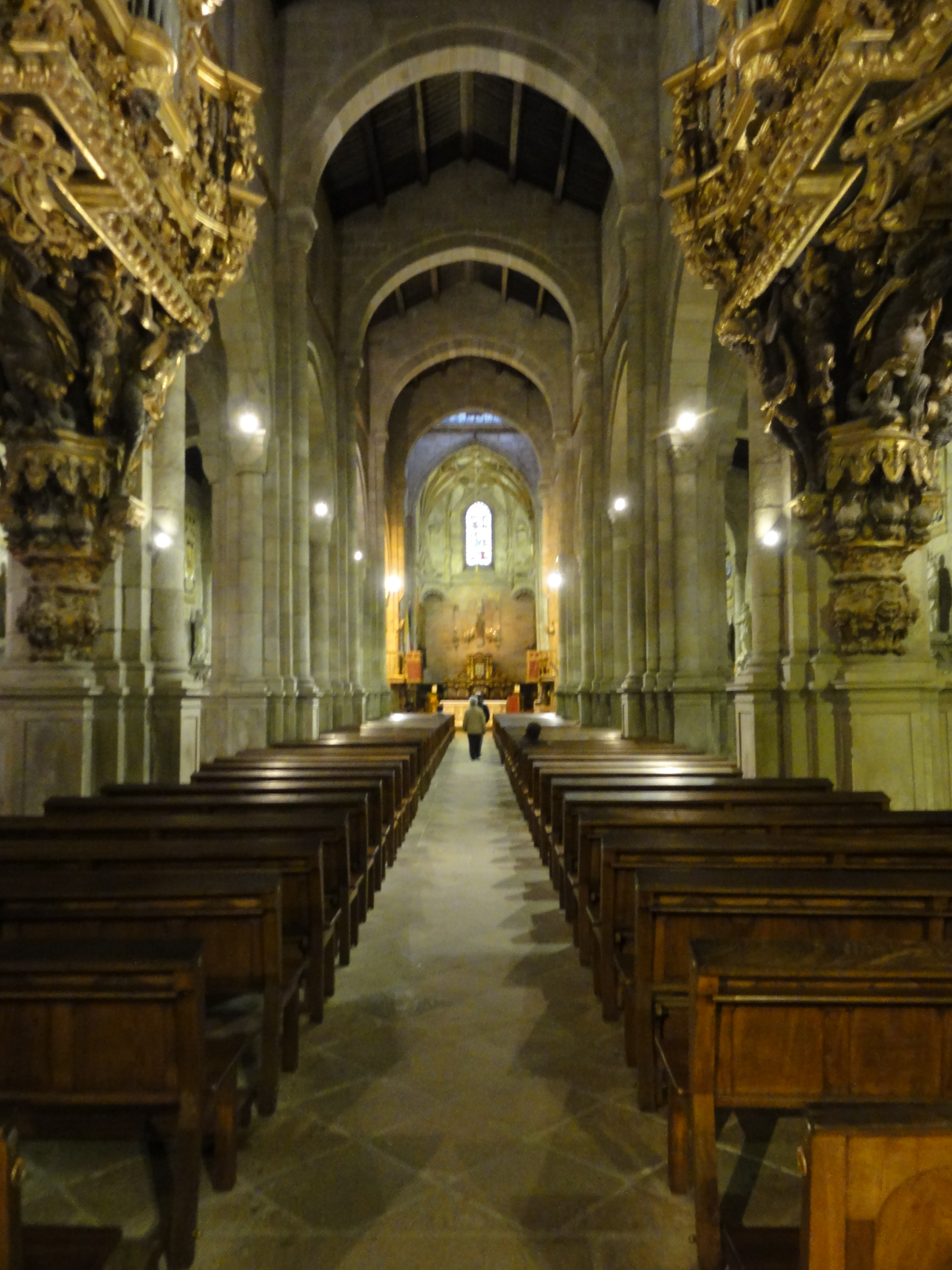
Sé de Braga

Da biografia de Miguel da Fonseca pouco se conhece. Foi mestre de capela na Sé de Braga, nomeado pelo Cardeal D. Henrique que foi Arcebispo de Braga de 1533 a 1540. Embora seja o mais antigo mestre bracarense conhecido não terá sido o primeiro compositor a ocupar o cargo.
É possível que também tivesse trabalhado para os cardeais sucessores, Frei Diogo da Silva (1540 - 1541) e Infante Duarte de Portugal (1542 - 1543). Morreu no ano de 1544.

## Obra
Foi um dos três maiores representantes da escola musical bracarense do Renascimento, juntamente com outros dois mestres de capela posteriores, Pero de Gamboa e Lourenço Ribeiro. Dos três é o que possui uma obra sobrevivente mais vasta, um total de 33 obras. Encontra-se num manuscrito renascentista no Arquivo Distrital de Braga chamado Liber Introitus.